# Pleuronichthys cornutus
Espèce
Pleuronichthys cornutus est une espèce de poissons de la famille des Pleuronectidae.